# Saint-Germain-le-Fouilloux
Saint-Germain-le-Fouilloux ist eine französische Gemeinde mit 1179 Einwohnern (Stand 1. Januar 2022) im Département Mayenne in der Region Pays de la Loire. Sie gehört zum Arrondissement Laval und zum Kanton Saint-Berthevin. Die Bewohner werden Germinois und Germinoises genannt.

## Geografie
Die Gemeinde Saint-Germain-le-Fouilloux liegt an einer Flussschleife der Ernée, neun Kilometer nördlich der Stadt Laval. Nachbargemeinden von Saint-Germain-le-Fouilloux sind Andouillé im Norden, Saint-Jean-sur-Mayenne im Osten, Changé im Süden und Saint-Ouën-des-Toits im Westen.

## Bevölkerungsentwicklung
| Jahr      | 1962 | 1968 | 1975 | 1982 | 1990 | 1999 | 2008 | 2019 |
| Einwohner | 516  | 509  | 535  | 552  | 596  | 670  | 1019 | 1184 |

## Sehenswürdigkeiten
- Kirche Saint-Germain (12. Jahrhundert, Einrichtungsstücke als Monument historique) klassifiziert
- Schloss Fouilloux (18. Jahrhundert), seit 2016 als Monument historique eingeschrieben

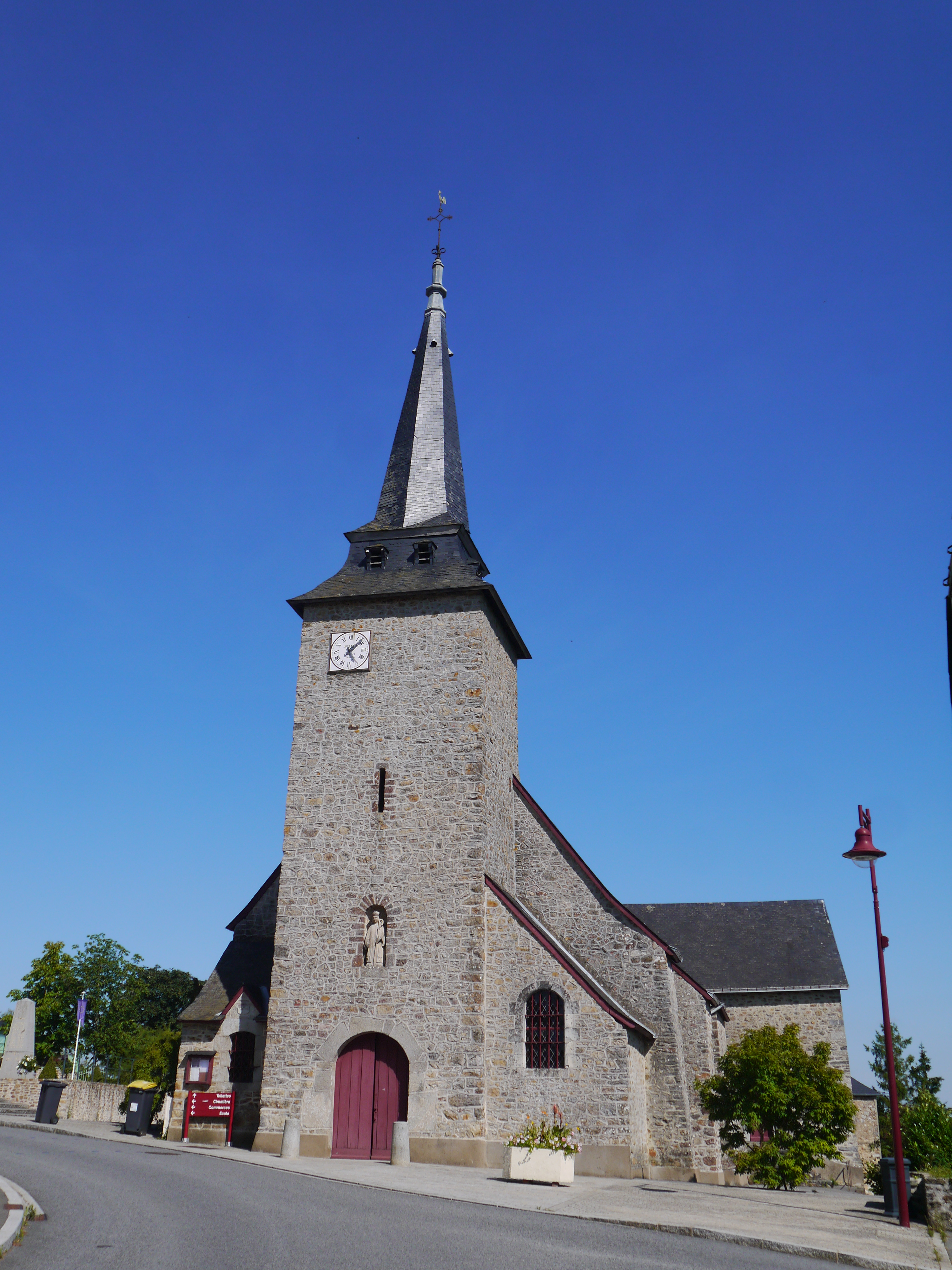
Kirche Saint-Germain

## Gemeindepartnerschaften
2010 trat die Gemeinde der Städtepartnerschaft der Nachbarkommune Changé mit Ichenhausen in Bayern bei.